# Villogorgia brunnea
Villogorgia brunnea är en korallart som beskrevs av Nutting 1912. Villogorgia brunnea ingår i släktet Villogorgia och familjen Plexauridae. Inga underarter finns listade i Catalogue of Life.